# Betty Furness

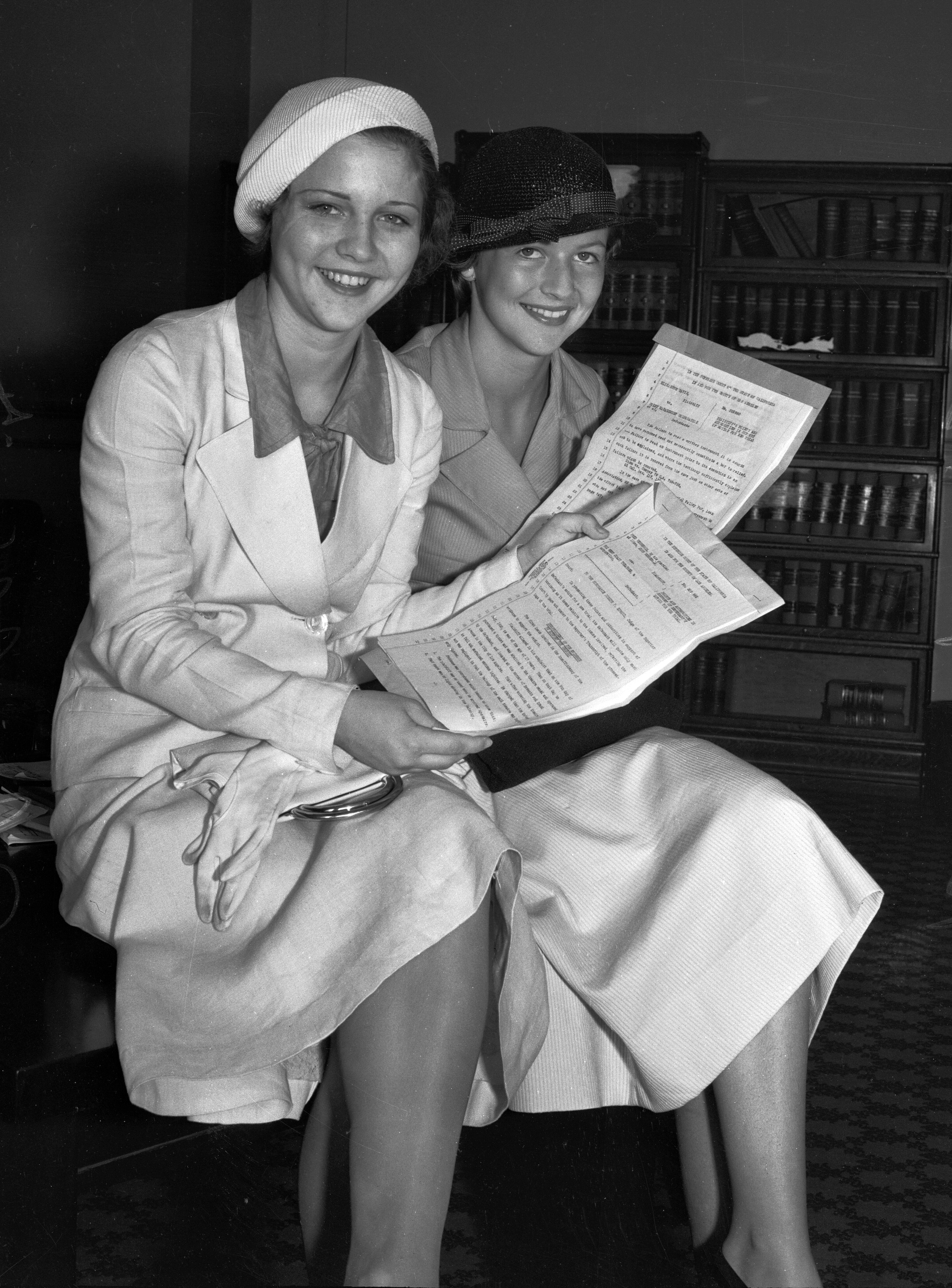
Betty Furness und Phyllis Fraser nach der Vertragsunterzeichnung mit RKO (Juli 1932)

Elisabeth Betty Furness (* 3. Januar 1916 in New York City, New York; † 2. April 1994 ebenda) war eine US-amerikanische Schauspielerin, Moderatorin und Verbraucherschutzexpertin.

## Leben
Als Tochter des Firmenvorstands George Choate Furness (1884–1944) wuchs Betty Furness in finanziell privilegierten Verhältnissen an der New Yorker Park Avenue auf und besuchte die Mädchenschule Brearley School. Auf Geheiß ihres Vaters sollte sie in der Great Depression während der Sommerferien einer nützlichen Beschäftigung nachgehen. So verdiente sie sich zusätzliches Geld als Model in der damals bekannten Modelagentur von John Robert Powers. Dabei wurde der Inhaber Powers auf Betty Furness aufmerksam und vermittelte die schauspieltechnisch bis auf Schultheaterstücke unerfahrene Jugendliche zu Testaufnahmen nach Hollywood.
Furness wurde 1932, erst 16 Jahre alt, von RKO Radio Pictures unter Vertrag genommen. Nach einigen kleineren Auftritten vermarktete das Studio sie als großes neues Talent, und sie erhielt größere Nebenrollen und in einigen B-Filmen auch Hauptrollen. Insgesamt drehte sie im Verlauf der 1930er-Jahre über 35 Filme. Sie selbst befand die meisten davon im Rückblick für schlecht; als Ausnahmen nannte sie das Melodram Magnificent Obsession (1935), in dem sie die Stieftochter von Irene Dunne verkörperte, und das Musical Swing Time (1936), in dem sie als reiche Erbin und Verlobte von Fred Astaires Hauptfigur gegenüber Ginger Rogers das Nachsehen hatte. 1939 kehrte sie Hollywood den Rücken, nachdem ihre Karriere in den Jahren zuvor stagniert hatte.
Die 1940er-Jahre verbrachte Furness mit mäßigem Erfolg als Radio- und Theaterschauspielerin, so war sie 1941 in zwei Broadway-Produktionen zu sehen. Gegen Ende der Dekade hatte sie erste Engagements als Schauspielerin und Moderatorin im Fernsehen, das zu dieser Zeit in den Vereinigten Staaten zu einem Massenmedium wurde.
Durch eine Fernsehrolle wurde die Westinghouse Electric Corporation 1949 auf Furness aufmerksam und machte sie zu ihrer Werbesprecherin, was sie für die nächsten elf Jahre blieb. Damals wurden Fernsehwerbungen in der Regel vor einem Millionenpublikum live gesprochen, was gute sprecherische Fähigkeiten verlangte. Im Auftrag von Westinghouse bewarb Furness etwa Kühlschränke oder Staubsauger vor Millionen Zuschauern. Als Fernsehpersönlichkeit gelangte Furness bei Amerikanern zu mehr Berühmtheit denn als Schauspielerin und erhielt von Westinghouse zeitweise über 100.000 Dollar im Jahr. Sie sprach dabei häufig den Satz „You can be sure if it’s Westinghouse.“ Nach dem Ende ihrer Tätigkeit für Westinghouse hatte sie in den 1960er-Jahren zeitweise eine eigene Radioshow namens A Woman’s World sowie eine Fernseh-Talkshow bei WABC-TV.
In den 1950er-Jahren war Furness als Live-Sprecherin von Fernsehwerbung bei den Fernseh-Übertragungen der Parteitage von Demokraten und Republikanern vor Ort, wobei sie ein politisches Interesse entwickelte, insbesondere für Verbraucherschutzfragen. So unterstützte sie etwa 1962 den Demokraten Abraham A. Ribicoff in dessen Wahlkampf und traf sich mit Lady Bird Johnson. Am 4. März 1967 berief US-Präsident Lyndon B. Johnson sie auf Positionen als „Sonderassistentin für Verbraucherangelegenheiten“, „Vorsitzende des Ausschusses für Verbraucherinteressen“ und „Exekutivsekretärin des Beratenden Verbraucherausschusses“ in seine Regierung. Ihr ungewöhnlicher Werdegang sowie ihre frühere Stellung als Werbesprecherin von Westinghouse ließen Skepsis an der Besetzung aufkommen. Laut ihrem Nachruf in der Washington Post habe sie aber durch ihren starken Einsatz gegen versteckte Zinssätze sowie für Kreditregulierungen und für eine staatliche Fleischkontrolle die kritischen Stimmen verstummen lassen.
Nach dem Ende der Johnson-Regierung fungierte Furness bis 1971 als Vorsitzende der Verbraucherschutzbehörde des Staates New York unter Gouverneur Nelson Rockefeller, verließ die Position aber mit der Begründung, dass ihre Empfehlungen nicht ernst genug genommen worden seien. 1973 war sie nochmals kurzzeitig Leiterin der Abteilung für Verbraucherfragen der Stadt New York. Danach widmete sich Furness vor allem dem Wirken als Verbraucherschutzexpertin im Fernsehen und in Zeitungskolumnen. Von 1976 bis 1992 hatte sie regelmäßig Auftritte als Verbraucherschutzexpertin in The Today Show auf NBC. Nachdem Barbara Walters 1976 unerwartet ausgestiegen war, fungierte Furness übergangsweise auch als eine der Hauptmoderatorinnen der Today Show. Furness’ eigene Sendung Buyline: Betty Furness auf dem New Yorker Sender WNBC, in der sie Qualität von Produkten sowie die Serviceleistungen der Hersteller hinterfragte, wurde 1977 mit dem Fernsehpreis Peabody Award ausgezeichnet.
Aus ihrer ersten Ehe mit dem Songwriter Johnny Green von 1937 bis 1943 hatte Furness ein Kind. Von ihrem zweiten Ehemann Bud Ernest ließ sie sich 1946 zunächst scheiden, heiratete ihn aber nur knapp einen Monat später erneut. Diese erneute Ehe mit Ernest hielt bis zu dessen frühem Tod 1950. Schließlich war sie von 1967 bis zu ihrem Tod mit dem Journalisten Leslie Midgley verheiratet. Ihre Enkelin Liza Snyder ist ebenfalls Schauspielerin. Betty Furness starb 1994 im Alter von 78 Jahren nach einer vierjährigen Erkrankung an Magenkrebs.
An Furness erinnern zwei Sterne auf dem Hollywood Walk of Fame in den Kategorien Film und Fernsehen.

## Filmografie (Auswahl)
- 1932: Thirteen Women
- 1933: Professional Sweetheart
- 1933: Carioca (Flying Down to Rio)
- 1933: Aggie Appleby, Maker of Men
- 1933: Ace of Aces
- 1933: Chance at Heaven
- 1934: Beggars in Ermine
- 1934: The Life of Vergie Winters
- 1934: Dangerous Corner
- 1935: Shadow of Doubt
- 1935: Magnificent Obsession
- 1936: Swing Time
- 1936: Mister Cinderella
- 1937: The Good Old Soak
- 1939: North of Shanghai
- 1952: Ellis in Freedomland (als sie selbst)
- 1957: Ein Gesicht in der Menge (A Face in the Crowd) (Cameo-Auftritt als sie selbst)
- 1960: Jack-Benny-Show (The Jack Benny Program, Fernsehserie, Folge 11x05) (als sie selbst)
- 1966: ABC Stage 67 (Fernsehserie, Folge 1x08)